# Héctor Águila
Héctor Daniel Águila Serpa (* 21. Juli 1979 in Castro) ist ein ehemaliger chilenischer Fußballspieler und -trainer. Der Mittelfeldspieler spielte für Vereine in Chile und Mexiko.

## Karriere

### Verein
Héctor Águila begann seine Karriere 1997 beim CD Huachipato, jedoch konnte er sich weder beim Klub aus Talcahuano noch danach bei CD Universidad Católica und Ñublense durchsetzen. Erst bei CD Malleco Unido in der Tercera División machte der Mittelfeldspieler auf sich aufmerksam und wurde Torschützenkönig. Nach einer kurzen Station bei Provincial Osorno wechselte Águila zu Deportes Puerto Montt. Bei Puerto Montt spielte er bis 2008. In seinem letzten Jahr beim Klub war er auf Leibbasis bei den Coatzacoalcos aus Mexiko aktiv, wo er zusammen mit seinem früheren Teamkollegen Héctor Mancilla auflief. 2009 kehrte Águila nach Chile zurück und lief in seinem letzten Karrierejahr für Deportes Concepción auf.

### Trainer
Nach seiner Spielerkarriere arbeitete Águila als Jugendtrainer für den CSD Colo-Colo, Deportes Puerto Montt und als Trainer der Auswahl seiner Heimatstadt Castro.